# Кумачово (Зеленоградський район)
Кумачово (рос. Кумачёво) — селище Зеленоградського району, Калінінградської області Росії. Входить до складу Переславського сільського поселення.
Населення — 541 особа (2015 рік).

## Населення
| 1910 | 1933 | 1939 | 2002 | 2010 |
| ---- | ---- | ---- | ---- | ---- |
| 507  | ↗736 | ↗792 | ↘527 | ↗541 |